# John Snelling
John Snelling, född 8 mars 1946, är en brittisk bågskytt. Han deltog vid olympiska sommarspelen 1972.